# Nguyễn Quốc Đoàn
Nguyễn Quốc Đoàn (sinh ngày 26 tháng 8 năm 1975) là một chính khách người Việt Nam, cựu sĩ quan cao cấp, hàm Đại tá. Ông hiện là Ủy viên Ban Chấp hành Trung ương Đảng Cộng sản Việt Nam khóa XIII, Phó Chánh án Tòa án nhân dân tối cao Việt Nam, Thẩm phán Tòa án nhân dân tối cao, thành viên Hội đồng Thẩm phán Tòa án nhân dân tối cao.
Ông từng là Bí thư Tỉnh ủy Lạng Sơn, Phó Bí thư thường trực Tỉnh ủy Thừa Thiên Huế nhiệm kỳ 2020-2025, Giám đốc Công an tỉnh Thừa Thiên Huế, Cục trưởng, Phó Tư lệnh Bộ Tư lệnh Cảnh sát Cơ động (Việt Nam).

## Xuất thân
Nguyễn Quốc Đoàn sinh ngày 26 tháng 8 năm 1975 tại xã Khánh Nhạc, huyện Yên Khánh, tỉnh Ninh Bình.

## Giáo dục
- Cử nhân Đại học Cảnh sát khoá D19

## Sự nghiệp
Trước năm 2018, Nguyễn Quốc Đoàn là Đại tá, Cục trưởng, Phó Tư lệnh Bộ Tư lệnh Cảnh sát Cơ động (Việt Nam).
Từ năm 2018, Bộ trưởng Bộ Công an có quyết định điều động Đại tá Nguyễn Quốc Đoàn, Phó Tư lệnh Bộ Tư lệnh Cảnh sát Cơ động (Việt Nam) đến nhận công tác và giữ chức vụ Giám đốc Công an tỉnh Thừa Thiên Huế.
Từ tháng 7 năm 2020, ông là Phó Bí thư Tỉnh ủy Thừa Thiên Huế.
Từ tháng 10 năm 2020, ông là Phó Bí thư Thường trực Tỉnh ủy Thừa Thiên Huế.
Ngày 30 tháng 1 năm 2021, tại Đại hội đại biểu toàn quốc lần thứ XIII của Đảng, Ông được bầu là Ủy viên Trung ương Đảng khóa XIII, nhiệm kỳ 2021-2026.
Ngày 1 tháng 7 năm 2021, Tỉnh ủy Lạng Sơn tổ chức Hội nghị triển khai Quyết định của Bộ Chính trị về công tác cán bộ. Theo đó, tại Quyết định số 126-QĐNS/TW, Bộ Chính trị quyết định ông Nguyễn Quốc Đoàn, Ủy viên Trung ương Đảng, Phó Bí thư Thường trực Tỉnh ủy Thừa Thiên - Huế thôi tham gia Ban Chấp hành, Ban Thường vụ và thôi giữ chức Phó Bí thư Thường trực Tỉnh ủy Thừa Thiên - Huế nhiệm kỳ 2020-2025, chỉ định tham gia Ban Chấp hành, Ban Thường vụ, giữ chức Bí thư Tỉnh ủy Lạng Sơn nhiệm kỳ 2020-2025.
Ngày 09/11/2024, thực hiện ý kiến của Bộ Chính trị về công tác cán bộ tại Công văn số 12089-CV/VPTW và Công văn số 12099-CV/VPTW của Văn phòng Trung ương Đảng, trong đó có nội dung Bộ Chính trị đồng ý để đồng chí Nguyễn Quốc Đoàn, Ủy viên Trung ương Đảng, Bí thư Tỉnh ủy Lạng Sơn thôi tham gia Ban Chấp hành, Ban Thường vụ Tỉnh ủy và thôi giữ chức vụ Bí thư Tỉnh ủy Lạng Sơn nhiệm kỳ 2020-2025 để phê chuẩn, bổ nhiệm giữ chức vụ Thẩm phán Tòa án nhân dân tối cao, Phó Chánh án Tòa án nhân dân tối cao và chỉ định tham gia Ban Cán sự Đảng Tòa án nhân dân tối cao.
Chiều ngày 28.11.2024, tiếp tục chương trình kỳ họp thứ 8, Quốc hội khóa XV tiến hành quy trình phê chuẩn đề nghị của Chánh án Tòa án Nhân dân tối cao về việc bổ nhiệm Thẩm phán Tòa án Nhân dân tối cao. Quốc hội khoá XV biểu quyết thông qua Nghị quyết phê chuẩn đề nghị của Chánh án Tòa án Nhân dân tối cao về việc bổ nhiệm Thẩm phán Tòa án Nhân dân tối cao đối với ông Nguyễn Quốc Đoàn bằng hình thức biểu quyết điện tử, kết quả như sau: có 451 đại biểu tham gia biểu quyết (bằng 94,15% tổng số đại biểu Quốc hội), có 448 đại biểu tán thành (bằng 93,53% tổng số đại biểu Quốc hội), có 1 đại biểu không tán thành (bằng 0,21% tổng số đại biểu Quốc hội), có 2 đại biểu không biểu quyết (bằng 0,42% tổng số đại biểu Quốc hội).